# معماری بافت قدیم بوشهر

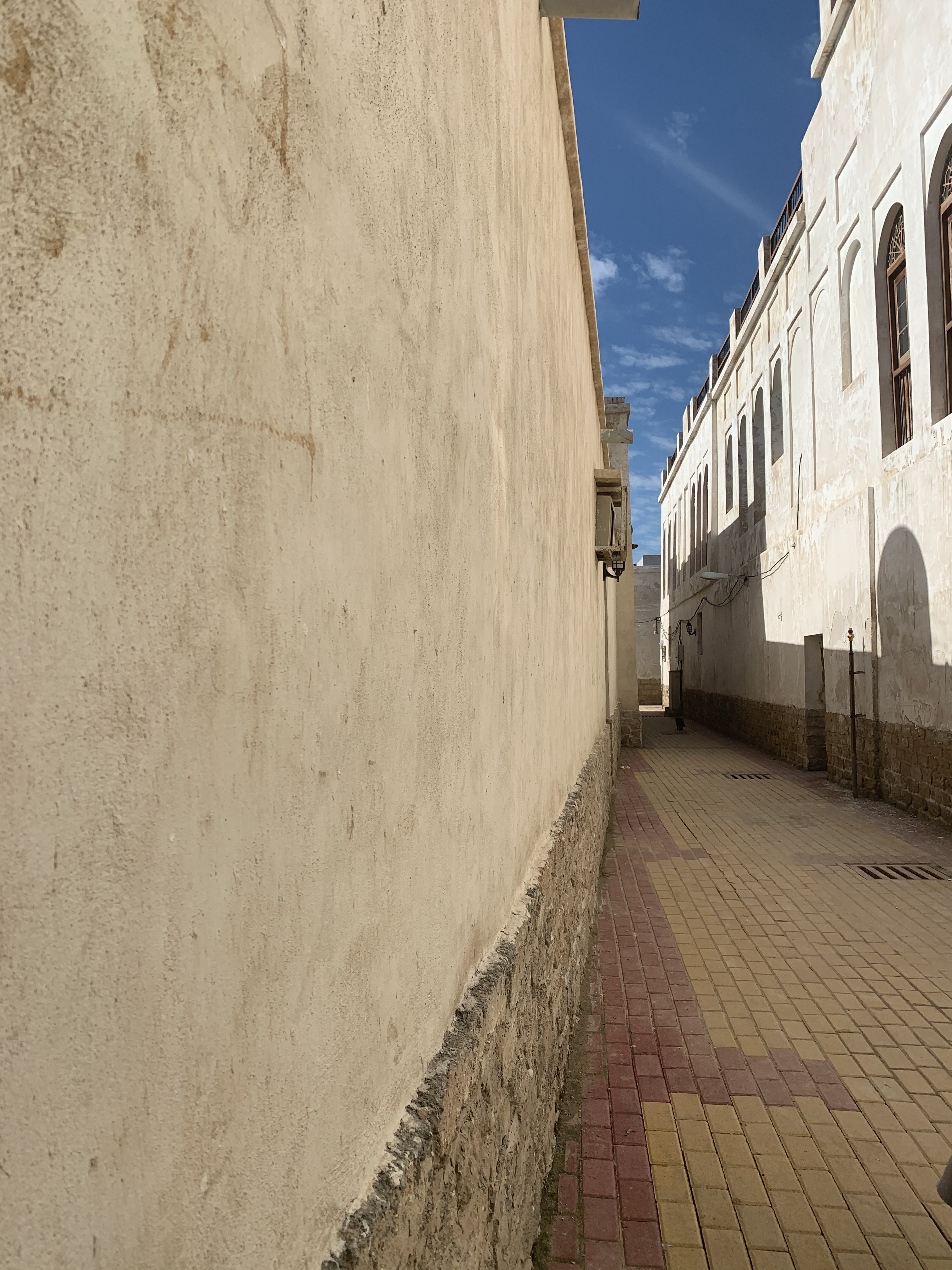
کوچه‌های تنگ از ویژگی‌های بافت قدیمی بوشهر

بافت قدیم بوشهر، از دید مکانی و جغرافیایی در نوک شمالی شبه جزیره بوشهر تولد، رشد و گسترش یافته‌است. این محدوده حدوداً ۳۵ هکتار مساحت دارد.

## بافت قدیم بوشهر
بافت قدیم بوشهر، از دید مکانی و جغرافیایی در نوک شمالی شبه جزیره بوشهر تولد، رشد و گسترش یافته‌است؛ و از سه جهت شمال، شرق و غرب همسایه دریا و از جنوب به بافت جدید (یا اختلاطی از بافت قدیم و جدید) محدود می‌گردد. چهار محله پیکره و هویت بافت را شکل داده‌اند: محله بهبهانی، شنبدی، دهدشتی و محله کوتی که در این نوع محله بندی عامل "قومیت " نقش اصلی را ایفاء نموده‌است.
بجز بافت مسکونی، در گذشته بافت تجاری آن نیز حائز اهمیت ویژه بوده که هم‌اکنون بخش عمده آن فاقد وجود عینی کالبدی و فعالیت و به صورت متروکه در لابه لای بافت یافت می‌شود.
به‌طور کلی تا حدود سال ۱۳۳۵، بندر بوشهر منحصر به محدوده بافت قدیم و مهم‌ترین و بیشترین کارکردهای شهری در جهت تضمین حیات ساکنین، در آنجا متمرکز بوده، ولی در پی تقلید، تغییر و تحولات شهرسازی، بافت ارگانیک شهر دچار ضربه‌های شدید کالبدی، اقتصادی و عملکردی گردید که برجسته‌ترین شهود آن کشیدن خیابان انقلاب (ششم بهمن سابق) از وسط بافت و تقسیم آن به دو تکه شرقی و غربی می‌باشد. بافت قدیم بوشهر، با توجه به نحوه استقرار و عناصر خاص خود، با بافت دیگر بنادر ساحلی متفاوت بوده دارای بافتی متراکم است که ویژگی‌های منحصربفردی دارد.

## عوامل مؤثر درشکل‌گیری بافت قدیم
مهمترین عوامل مؤثر درشکل‌گیری بافت قدیم را می‌توان:
«اقلیم»،
«شکل زمین»
و «وضعیت امنیتی» نام برد.

## اقلیم
بوشهر در بیشتر ایام سال آب و هوای گرم و مرطوب دارد و رطوبت بیش از حد و گرمای طاقت فرسایش باعث شده تا بافت قدیم در جدال با این ویژگی و برای کاهش اثرات آن ساخته شود. به همین دلیل کوچه‌های بافت قدیم بسیار باریک و ساختمان‌های دو طرف کوچه‌ها بسیار بلند است. این بلندی باعث شده که کوچه‌ها همواره سایه داشته باشند و نور خورشید مستقیماً به آن‌ها نتابد. از سوی دیگر باریک بودن کوچه‌ها باعث می‌شود که هوا در آن‌ها جریان پیدا کند و رطوبت به حداقل برسد.

## شکل زمین
بستری که بافت قدیم بوشهر بر آن سربرآورد به لحاظ پستی و بلندی یکسان نیست. قسمت شرقی این بندر از قسمت غربی بلندتر است. در ساخت خانه‌ها به این نکته توجه وافرشده چراکه علی‌رغم این پستی و بلندی، پشت بامها عموماً در یک سطح قرار دارند.
این اتفاق باعث شده که ساختمان‌ها به شکل پلکانی و براساس شکل واقعی زمین ساخته نشود و اهمیت این موضوع در آن است که اگر این اتفاق رخ می‌داد گرمای زیادی جذب بافت می‌شد و سایه اندازی روی ساختمان‌ها کمتر رخ می‌داد.

## وضعیت امنیتی
از زمان‌های دور خلیج فارس محلی بسیار ناامن بوده و بوشهر به لحاظ ارزش و اعتبارش در تجارت همواره در تیررس این ناامنی‌ها قرار داشته‌است. این نکته نیز در ساخت بافت قدیم شهر لحاظ شده‌است. مهم‌ترین نکته مرتبط با این وضعیت، باریک و پرپیچ وخم بودن کوچه هاست. در این کوچه‌ها هر رهگذری بیش از چند متر جلوتر از خود را نمی‌بیند و همین نکته باعث می‌شود هر تازه‌واردی در این کوچه‌ها گم شود. این کوچه‌های تنگ و تاریک در بیشتر محلات قدیم بوشهر به میدانی در وسط یا حاشیه بافت ختم می‌شوند.

## عناصر تشکیل دهنده بناها در بافت قدیم
عناصر تشکیل دهنده بناها در بافت قدیم بوشهر از دو منظر قابل بررسی هستند: دسته اول عناصری هستند که جنبه کاربردی دارند و دسته دوم عناصری هستند که واجد جنبه‌های تزئینی‌اند.
به‌طور کلی می‌توان عناصر تشکیل دهنده بناها در بافت قدیم را این‌گونه ذکر کرد:
۱- ورودی ۲- حیاط مرکزی ۳- اتاقها ۴- تراس و شناشیل ۵- پشت بام و جان پناه ۶- جرز و فرو رفتگی بدنه‌ها ۷- سایه بان و شبکه‌های چوبی ۸- بازشوها ۹- بادگیرها ۱۰- پلهها ۱۱- نردهها و معجرها.

## ورودی
در بافت قدیم بوشهر، ورودی بنا جزو عناصر اصلی به‌شمار می‌رود. هر ورودی را می‌توان به دو قسمت تقسیم کرد:
الف) قبل از ورود به ساختمان
ب) بعد از ورود به ساختمان
پیش از ورود به ساختمان (پیش از در) ورودی‌ها متفاوتند، بعضی ساده، بعضی پرنقش ونگار و بعضی به شکل پلکانی اند؛ یعنی پس از طی چند پله به در ورودی می‌رسیم. پس از ورود به ساختمان بعد از در معمولاً دالانی وجود دارد که البته در همه بناها دیده نمی‌شود. این دالان ساختمان را به حیاط مرکزی وصل می‌کند، بی‌آنکه به لحاظ بصری از بیرون ورودی، حیاط مرکزی در قاب دیدگان ما باشد.

## حیاط مرکزی
در اینجا، حیاط مرکزی در ساختمان‌های مختلف شکل‌های گوناگون دارد؛ حتی در بعضی از ساختمان‌ها اثری از این حیاط دیده نمی‌شود که البته تعدادشان اندک است. در این حیاط مرکزی، که دور تا دور آن را اتاقها گرفته‌اند، معمولاً باغچه و چاه آب قرار دارد. حیاط مرکزی به لحاظ ارتفاع بلند ساختمان‌ها معمولاً همیشه سایه دارد.

## اتاق‌ها
اتاقهای ساختمان‌ها زیبا و شگفت انگیزند. در این بناها اتاق‌های پنج دری، چهار دری، سه دری، هفت دری و هشت دری دیده می‌شود.
بیشتر بناها دوطبقه‌اند؛ بنابراین، اتاق‌ها نیز در طبقه اول و دوم کاربری متفاوتی دارند. اتاق‌های طبقه بالا اتاق‌های اصلی به‌شمار می‌روند و اتاق‌های طبقه بالا معمولاً تابستان نشین، زمستان نشین، پذیرایی، آشپزخانه و نظایر آن و در طبقه پایین معمولاً انبار و اتاق مستخدمان قرار دارد.

## تراسوشناشیل
از زیبایی‌های چشم‌نواز بافت قدیم بوشهر، بالکنهای چوبی یا شناشیل است که به صورت زیبایی از بدنه ساختمان‌ها بیرون زده و ویژگی آن دید از درون بالکن است با تمامی زیبایی خود، درون گرایی مسلمانان خانه را فراهم آورده و به نظر می‌رسد که نمایی از خصوصیت معماری دوره عثمانی را جلوه می‌دهد، به این صورت که تا اندازه‌ای فضای خانه را به سوی خارج می‌گشاید و شبکه‌های چوبی آن نیز امکان رخنه نسیم دریا را به اندرون فراهم نموده و خود نیز چون سایه بانی بر کاهش دما در اندرون اتاقها نقش ایفا می‌کند. ابعاد شناشیل از دو یا سه متر تا حدود بیست متر، در تغییر است.
شناشیل دارای چند کارکرد مهم است:
نخست مکانی برای استفاده از نسیم و وزش بادهای مطبوع است. در خانه‌های کنار ساحل می‌توان به وسیلهٔ شناشیل از منظره زیبای خلیج فارس استفاده کرد. شناشیلهای داخلی که در یک یا چند جبهه طبقات بالا و مشرف به حیاط ساخته شده‌اند، رابط فضاهای مختلف نیز می‌باشند.
گاهی اوقات به جای نرده‌های ساده چوبی یا فلزی شناشیل، از بازشوها و جداره‌های چوبی ثابت مثل کرکری نیز استفاده شده که این جداره‌های مشبک گذر نسیم را میسرکرده‌است، بدون آنکه از بیرون فضای داخل دیده شود و مانع خوبی در برابر تابش مستقیم آفتاب بوده‌است. بعضی از کرکری‌ها متحرکند و رو به بیرون باز می‌شوند.
در سروده ای از سروده‌های دکتر سید جعفر حمیدی، به شناشیر که یکی از مهم‌ترین عناصر معماری بوشهر است،اشاره شده‌است.

## پشت بام
در بافت قدیم پشت بام‌ها و جان پناهها جزو عناصر اصلی و کاربردی به‌شمار می‌روند. معمولاً در شرایط آب و هوایی خاص، مردم شبانه به استراحت بر پشت بام مشغول می‌شوند.

## جرز و فرورفتگی بدنه‌ها
در بدنه بنا به دلایل متعددی که عمده‌ترین شان بازشوهای متعددی در بدنه و دیوارهای باربر است مجموعه‌ای از جرز و فرورفتگی‌ها دیده می‌شود. این جرزها و فرورفتگی‌ها در کنترل تابش نور خورشید به داخل ساختمان نقش مهمی دارند.

## سایه بان
سایه بانها و شبکه‌های چوبی که در اکثر بناها دیده می‌شود زیبایی خاص و منحصر به فردی به ساختمان‌ها بخشیده‌است. این سایه بانها معمولاً در سه شکل قائم، افقی و ۴۵درجه ساخته می‌شوند و هرکدام کاربرد خاص خود را دارد. سایه بانهای قائم معمولاً سطح وسیعی دارند و در ساختمان‌هایی که سقف بلند دارند استفاده می‌شود. سایه بانهای افقی معمولاً در حیاط مرکزی استفاده می‌شود که هم نقش سایه بان برای طبقه هم کف را بازی می‌کنند و هم به عنوان تراس برای طبقه بالا به کار می‌روند. از سایه بان ۴۵درجه نیز در سقف شناشیلها و سایه بان تراسها استفاده می‌شود.

## بازشوها
در بناهای بافت قدیم بازشوهای فراوانی وجود دارد. این بازشوها معمولاً به دو قسمت ثابت و متحرک تقسیم می‌شوند. قسمت ثابت بازشوها، که در حقیقت اعجاز رنگ و نور است به شکل‌های مثلث، مربع، مستطیل یا دایره و سرشار از شیشه‌های رنگی است که جلوه‌ای خاص به بنا می‌بخشد. قسمت متحرک معمولاً دولنگه یا چهارلنگه‌است و براساس موقعیت و زمان مورد استفاده قرار می‌گیرد.

## پله‌ها
پله در بافت قدیم بوشهر از عناصر زیبا به‌شمار می‌رود و در ۳ نوع چرخان و مستقیم و جان پناه دار ساخته می‌شدند. پلههایی که به پشت بام ختم می‌شوند معمولاً چرخان اند و کف پله‌ها به شکل مثلثی می‌باشد. پلههایی که بین طبقات به کار برده می‌شدند، معمولاً مستقیم است. در پشت بام در انتهای پلههای چرخان اتاقکی قرار دارد که در آن به پشت بام باز می‌شود؛ و پله‌های جان پناه دار در بین دو عمارت قرار می‌گیرد و برای قسمت‌های از یک محله است که رفت و آمد درون آن زیاد باشد برای همین کف پله‌ها را بالاتر قرار گرفته تا بتوان در کف پله‌ها از اشیایی مانند گلدان و مجسمه‌های معنی دار برای زیبا شدن محله و بافت خود به کار برده می‌شود.

## نرده‌ها ومعجرها
همان‌طور که گفته شد پشت بامهای بناهای بافت قدیم از عناصر کاربردی به‌شمار می‌روند. به دلیل ارتفاع زیاد ساختمان‌ها و به خاطر ایمن بودن فضا دورتادور پشت بامها نرده می‌کشیدند، به این نردهها که معمولاً چوبی یا فلزی باقاب چوبی یا سنگی هستند «معجر» می‌گویند.